# 集合种群

集合种群在渔业中很重要。地方种群（1）能作为与周围亚种种群（1a、1b和1c）杂交的来源。这些种群在空间上往往是分离且独立的，但繁殖期间，其空间范围会重叠，出现种群间的基因流動。

集合种群（英語：metapopulation，又译复合种群、异质种群等）由一组在空间上分离的同一物种的种群组成，它们在一定程度上相互作用。集合种群这个术语由理查德·萊文斯于1969年创造，原用于描述农田中害虫的种群动态模型，但后来广泛应用于自然或人为的破碎化生境中的物种。用莱文斯自己的话来说，集合种群由“种群的种群”组成。
一般認為，一个集合种群由几个不同的种群以及可栖息但尚未被占据的范围组成。经典的集合种群理论中，每个种群相对独立地维持自身的循环，并最终因个体数量随机波动而绝灭；个体数量越少，近交衰退的机会就越大，就越容易绝灭。
尽管单个种群的寿命有限，但集合种群通常是稳定的，这是因为另一个种群（其个体数可能正在激增）中的个体可能会定殖一个因种群绝灭而空缺的生境；牠们也可能移居到一个个体稀少的种群，并拯救其免于绝灭（营救效应）。个体数的减少为“营救者”敞开了生态位，使营救效应成为可能。
集合种群理论与源-汇动态的发展，都强调看似孤立的种群之间的连接度的重要性。尽管没有哪个单一种群能够保证物种长期存续，但许多种群的共同作用可能能够做到这一点。
集合种群理论最初是针对陆地生态系统发展的，后来应用于海洋领域。在渔业科学中，“亚种群（sub-population）”等同于种群科学的“地方种群（local population）”。海洋中的案例一般是相对静止的物种，这些物种占据了离散的生境斑块，既有本地增长，也有来自更大的集合种群中其他地方种群的增长。Kritzer和Sale反对集合种群的“地方种群的绝灭风险必须是不可忽略的”这一定义上的严苛标准。:32
赫尔辛基大学的芬兰生物学家Ilkka Hanski是集合种群理论的重要贡献者。

## 捕食和振荡
1930年代，格奥尔基·高斯根据1920年代中期提出的洛特卡－沃爾泰拉方程（在提出后一段时间内未得到应用），首次进行了关于捕食和空间异质性的实验。洛特卡－沃爾泰拉方程表明，捕食者与其猎物之间的关系会导致捕食者和猎物的种群在其初始密度的基础上随时间振荡。高斯早期的实验希望证明该理论预言的振荡，但是失败了，因为捕食者-猎物的相互作用不受迁入的影响。然而，一旦引入迁入的概念，种群周期就准确地描述了洛特卡－沃爾泰拉方程预言的振荡，其中猎物丰度的峰值出现在捕食者密度峰值的略微左侧。Huffaker在高斯的实验的基础上扩展，用实验检验了迁移和空间异质性因素如何导致捕食者-猎物的振荡。

## Huffaker关于捕食者-猎物相互作用的实验（1958年）
为了研究捕食行为和种群波动，Huffaker使用了螨类，一种作为捕食者，另一种作为猎物。他建立了一个对照实验，以橙子作为猎物的食物来源，兼作捕食者和猎物相互作用的空间上结构化的生境。起初，Huffaker试图建立捕食者-猎物间稳定的相互作用时，遇到了与高斯类似的困难。只使用橙子，猎物物种会迅速绝灭，随后捕食者也绝灭。然而他发现，可以通过改变生境的空间结构，来控制种群动态，从而提高两个物种的整体存活率。在改变猎物和橙子（食物）之间的距离、为捕食者的移动设置障碍，以及为猎物疏散创造廊道后，他实现了这一目的。这些改变增加了栖息地斑块，进而为猎物提供了更多临时庇护的区域。当猎物在一个栖息地局部绝灭时，牠们能够在捕食者来袭前迁移到新的斑块并“东山再起”。这种斑块的栖息地空间结构使捕食者和猎物物种能够共存，并促进形成了稳定的种群振荡模型。尽管当时尚未有“集合种群”这一术语，但空间异质性和栖息地斑块性的环境因素，在后来被用于描述集合种群的关于空间上分离的物种种群如何相互作用的条件。Huffaker的实验意义重大，它揭示了集合种群如何直接影响捕食者与猎物的相互作用，进而影响种群动态。

## Levins模型
Levins的原始模型适用于分布在许多适宜的生境斑块上的集合种群，其中斑块间的相互作用明显少于斑块内的相互作用。斑块内的个体数动态简化到只考虑存在和不存在两种状态的程度。模型中，每个斑块要么被定居，要么未被定居。
令N为在给定时间被定居的斑块所占的比例。在一段时间dt内，每个被定居的斑块都可能以绝灭概率edt转化为未被定居。此外，有1 - N个斑块未被定居。假设在占比为N的被定居的块中，每一块的繁殖體生成的比率恒为c，在时间dt期间，每个未定居的斑块可能以cNdt的概率被定殖。因此，被定居的斑块的时间变化率dN/dt为：
{\displaystyle {\frac {dN}{dt}}=cN(1-N)-eN.\,}
该方程在数学上等价于逻辑斯谛模型，承载力K由下式给出：
{\displaystyle K=1-{\frac {e}{c}}\,}
增长率r的表达如下：
{\displaystyle r=c-e.\,}
因此，在平衡状态下，物种生境内始终会有一些部分未被定居。

## 随机性和集合种群
Huffaker对空间结构和物种相互作用的研究是集合种群动力学的一个早期实验的案例。自Huffaker和Levins的实验以来，已经有学者创建了一些模型，融合了随机性因素。这些模型表明，环境的变化性（随机性）和相对较小的迁移率相结合会导致种群的持久性不确定或不可预测。然而，在迁移变量受控的条件下，Huffaker的实验几乎保证了无限的持久性。

## 随机斑块占用模型（SPOMs）
Levins模型的主要缺点之一是它是決定論的，但集合种群的基本过程是随机的。在讨论受干扰棲息地中的物种及其种群生存力（在给定时间间隔内绝灭的可能性有多大）时，集合种群理论特别有用。Levins模型就无法解决这个问题。使用接触过程是扩展Levins模型以结合空间和随机因素的一种简单方法。该模型进行简单修改后，也可以用于斑块动态。在给定的渗透阈值下，生境破碎化效应发生在这些配置中，并导致更极端的绝灭阈值。

## 微生境斑块（MHPs）和细菌集合种群

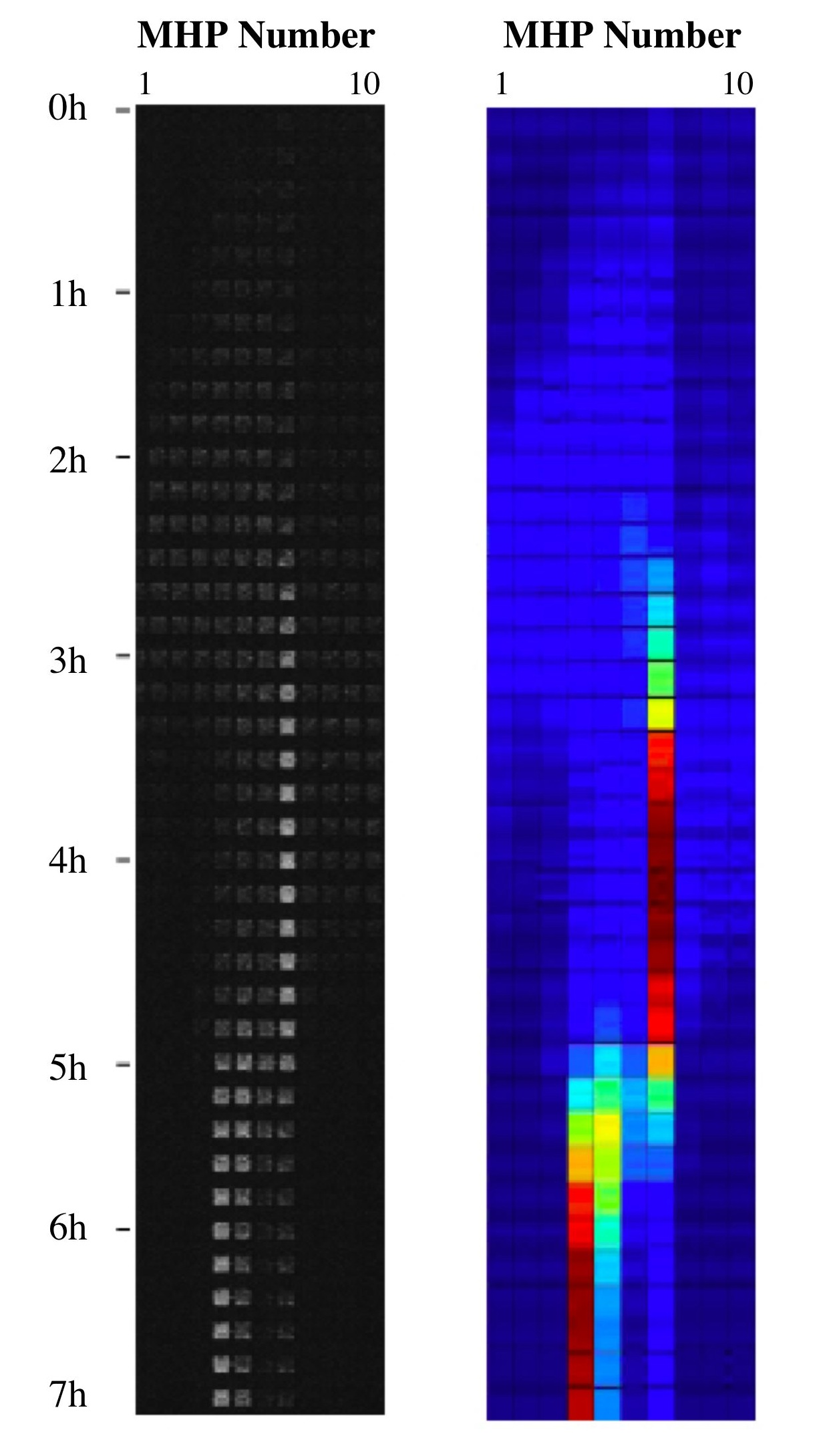
芯片上的大肠杆菌集合种群

研究人员将纳米技术与景观生态学相结合，通过构建细菌微生境集合，加上为生境更新提供养分的纳米级通道，并通过不同拓扑排列的廊道将它们连接起来，从而在芯片上制造合成生境景观；其在时间分布概率上形成了时间上的概率分布的空间马赛克。通过研究芯片上的细菌集合种群，它能够应用于景观实验（例如其进化生态学）。

## 生活史进化
集合种群模型已应用于解释生活史进化，例如小型春季池塘中两栖动物变态的生態穩定性。替代的生态策略得到了进化。例如，一些蝾螈放弃变态，而性成熟成为水生幼态延续个体。湿地的季节性持续时间和物种的迁徙范围决定了哪些池塘是相连的，以及它们是否形成一个集合种群。两栖动物生活史阶段的持续时间相对于春季池塘干涸前的存续时间，调节了连接水生斑块和陆地斑块的集合种群的生态发展。